# آیکون (آلبوم)
آیکون عنوان یک آلبوم موسیقی از بیلی ری سایرس خواننده سبک کانتری است که در ۱ مارس ۲۰۱۱ به وسیله یونیورسال موزیک گروپ نشویل منتشر شده است. این آلبوم شامل ۱۲ آهنگ می‌شود.

## بازتاب‌ها

### منتقدان
تام جورک در آل‌میوزیک به این آلبوم سه ستاره داده است. او به این واقعیت اشاره کرد که تنها ویژگی این مجموعه از آهنگ‌های سایرس، انتخاب آهنگ‌های موفقی از اولین آلبوم او یعنی Some Gave All است.